# Квітка Климент Васильович
Климе́нт Васи́льович Кві́тка (23 січня (4 лютого) 1880, Хмелів, нині Сумської області — 19 вересня 1953, Москва) — український музикознавець-фольклорист. Чоловік Лесі Українки. В'язень концтаборів (КарЛАГ).

## Життєпис

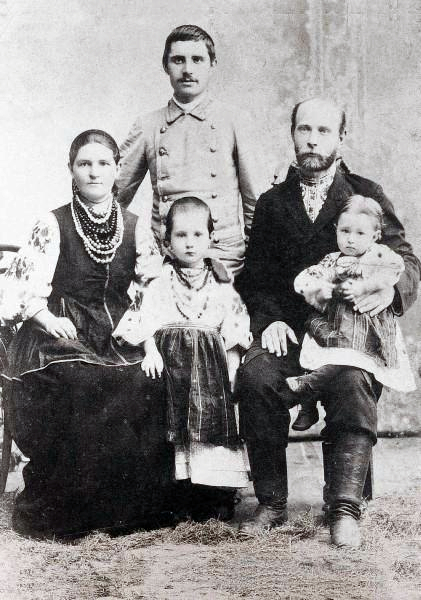
Климент Квітка (стоїть) зі старшою сестрою та її родиною, кінець 1890-х.

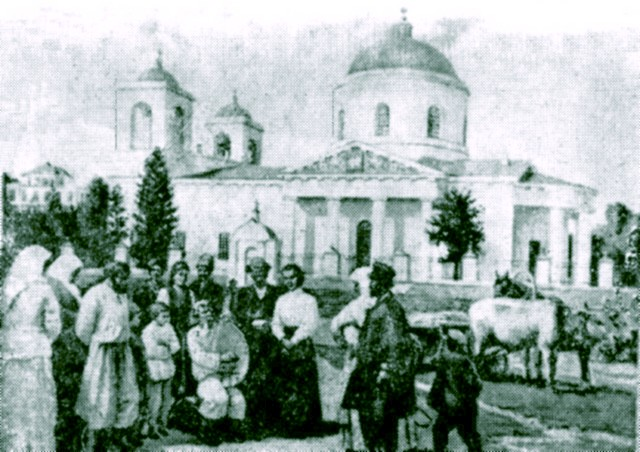
Гадяч. Леся Українка та Климент Квітка біля Свято-Успенського собору

Народився 23 січня (4 лютого) 1880 року в селі Хмелів (теперішньої Сумської області) [сам К. Квітка стверджував неодноразово, що народився у м. Києві, зокрема в нижче вказаній «Автобіографії»] у родині нащадків українських козаків (у ряді публікацій написано про кровні зв'язки з родом Г. Квітки-Основ'яненка — відомого українського письменника, але це не відповідає свідченням самого Климента Квітки з «Автобіографії», яка зберігається в архіві Музею музичної культури ім. М. Глінки в Москві). Його мати була з хутора Фастівці, що за селом Хустянка Смілівської волості. Краєзнавець Феодосій Сахно у книзі «Історія Смілого» засвідчив: «1879 року Марія Михайлівна Фастівець, що мешкала в хуторі Фастівці Смілянської волості, виходила заміж за начальника Хмелівської поштової станції Василя Квітку, а наступного 1880 року народила сина Климента Васильовича, що в 1900 роках став чоловіком Лесі Українки».
Про це ж говорила досліднику творчості Квітки, професору Київського університету імені Тараса Шевченка Володимиру Іваненку племінниця Климента Васильовича Євдокія Прокопівна. Донька рідної сестри Климента Параски (у шлюбі Листопад) Дуся тривалий час жила у нього в Києві, найбільше з-поміж усіх сестер родичалася і спілкувалася з ним. Вона підтвердила те, що Квітка народився у містечку Хмелів, яке на той час було великим торговим населеним пунктом. Жителі були прихожанами двох православних церков і одної єврейської, діти різних станів навчались у земському училищі. Щонеділі влаштовувались базари, чотири рази на рік у Хмелові ярмаркували. Хмелівська волость займала досить велику територію, і родина Квіток проживала між нинішніми Хмеловом і Басівкою. Встановив це Влодимир Григорович Іваненко, знавець творчості Квітки, який у шістдесятих роках зустрічався з далеким родичем Квітки Іваном Петровичем, вивчав церковні книги та реєстр козаків Хмелівської сотні Лубенського полку.
У дев'яностих роках ще жива була Марія Миколаївна Бешкурова, 1897 року народження, названа сестра Климента, яка маленькою знала і Климента, і Лесю Українку. З Кисловодська Ставропольського краю вона надсилала листи, які підтверджували хмелівське походження Квітки. У 1902 році Климент Васильович приїздив у Хмелів з метою продажу свого земельного спадку.

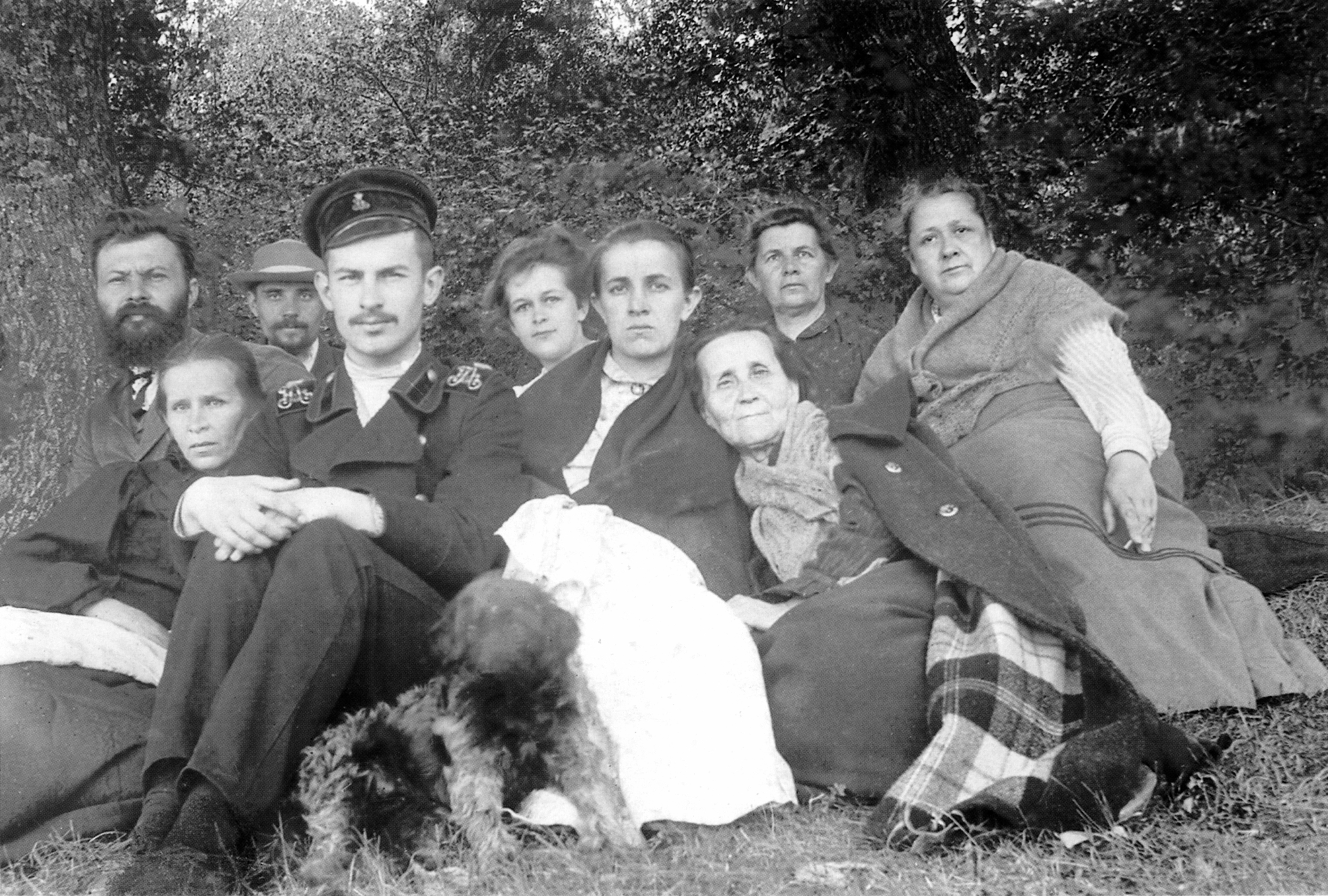
Косачі з друзями та родичам у Зеленому Гаю, 1906 р. Перший ряд (зліва направо): Леся Українка, Світозар Драгоманов, Ольга Косач-Кривинюк, Олександра Шимановська, Марія Карташевська (кума Ольги та Петра Косачів) і собака Кудля; Перший ряд: Михайло Кривинюк, Климент Квітка, Ізидора Косач, Олена Пчілка

Батька втратив рано (той помер від сухот), і мати (була людиною дуже набожною, і після смерті чоловіка — Василя Квітки — здійснювала паломництва до Києво-Печерської лаври) віддала п'ятирічного Климента на виховання в сім'ю київських міщан Карпових, бо не могла утримувати сина. Вони дали йому ґрунтовну освіту. Музики навчався з 7 років у приватних учителів, згодом — у Музичному училищі Київського відділення Російського музичного товариства в Києві по класу фортепіано у Л. Зетеля та Григорія Ходоровського. У 1897 році закінчив київську гімназію № 5 із золотою медаллю.
Освіту К. Квітка продовжував у Київському університеті Святого Володимира (нині — Національний університет ім. Т. Шевченка), який закінчив 1902 року. З юних років почав збирати народні мелодії, з 1896 року, співпрацював з журналом «Кіевская старина» і вже у 1902 р. видав перший збірник народних пісень. У студентські роки він працював деякий час концертмейстером хору Київського університету. Тоді ж з'явилися його наукові досліди («Матеріали для вивчення мелодійного складу українських пісень, розташовані за системою П. Сокальського») такої роботи немає у списку наукових праць, складеному особисто К. Квіткою.
По закінченні університету працював в окружних судах у Тифлісі (1902—1905) та Сімферополі (1905—1907). 1907 року К. Квітка одружився з Ларисою Петрівною Косач, видатною українською поетесою, знаною як Леся Українка, з якою прожив 6 років до її смерті у 1913 році. Чимало народних мелодій К. Квітка записав з її голосу.
З 3 листопада 1917 р. — товариш (заступник) генерального секретаря судових справ Української Центральної Ради. 31 березня 1918 року призначений на посаду товариша (заступника) міністера юстиції УНР. В 1918 році працює рахівником у місті Юзівці (нині місто Донецьк).
В 1920–1933 р. працював в Академії наук Української РСР, де організував Кабінет музичної етнографії (1922). Одночасно викладав у Київському вищому музично-драматичному інституті ім. М. Лисенка. За 8 років опублікував близько 40 наукових статей, досліджень, докладних рецензій, два збірники народних пісень.
В 1933 р. Квітку звільнили з роботи за політичними звинуваченнями [є версія що, він з однієї роботи перейшов на іншу прямим переводом] й на півтора місяця заарештували. Залишившись без засобів існування та побоюючись нового арешту, він переїхав до Москви й розпочав роботу в Московській консерваторії, де читав курс музики народів СРСР (з 1933 р. — професор).

Климент Квітка в останні роки життя

8 лютого 1934 року його знову заарештували в т. зв. «Справі славістів», сфабрикованій ОДПУ, й ув'язнили на 3 роки. Відбував покарання у сумнозвісному концтаборі «Карлаг» та Алма-Аті, у Казахстані.
13 квітня 1936 року він був достроково звільнений і поновлений на роботі в Московській консерваторії. До кінця життя Квітка там працював на посаді професора, завідувача Кабінету народної музики.
З 1936 р. він керівник фольклорної секції Науково-дослідного інституту при Московській консерваторії, від 1937 р. до 1945 р. і від 1949 р. до кінця життя — науковий керівник заснованого ним же Кабінету вивчення музичної творчості народів СРСР (нині — Науковий центр народної музики ім. К. В. Квітки).
За 17 років з особистою участю Квітки в консерваторії створено багатонаціональний фольклорний фонд із 6 000 записів. Під час Другої світової війни залишався в Москві, зберігаючи фонди Кабінету, а з 1942 р. — читав лекції, стаціонарно записував народних виконавців, провадив науково-дослідну роботу. Після війни підготував працю «Наспіви календарних пісень як джерело вивчення історії музичної культури східних слов'ян» (1947) [насправді, після війни К.Квітка написав чимало праць, частина з яких опублікована посмертно, але більшість залишилася в рукописах, однак серед них указаної праці немає].
Помер 19 вересня 1953 року в Москві, похований на Ваганьковському кладовищі в родинному похованні Кащеєвих.

## Значення наукової діяльності

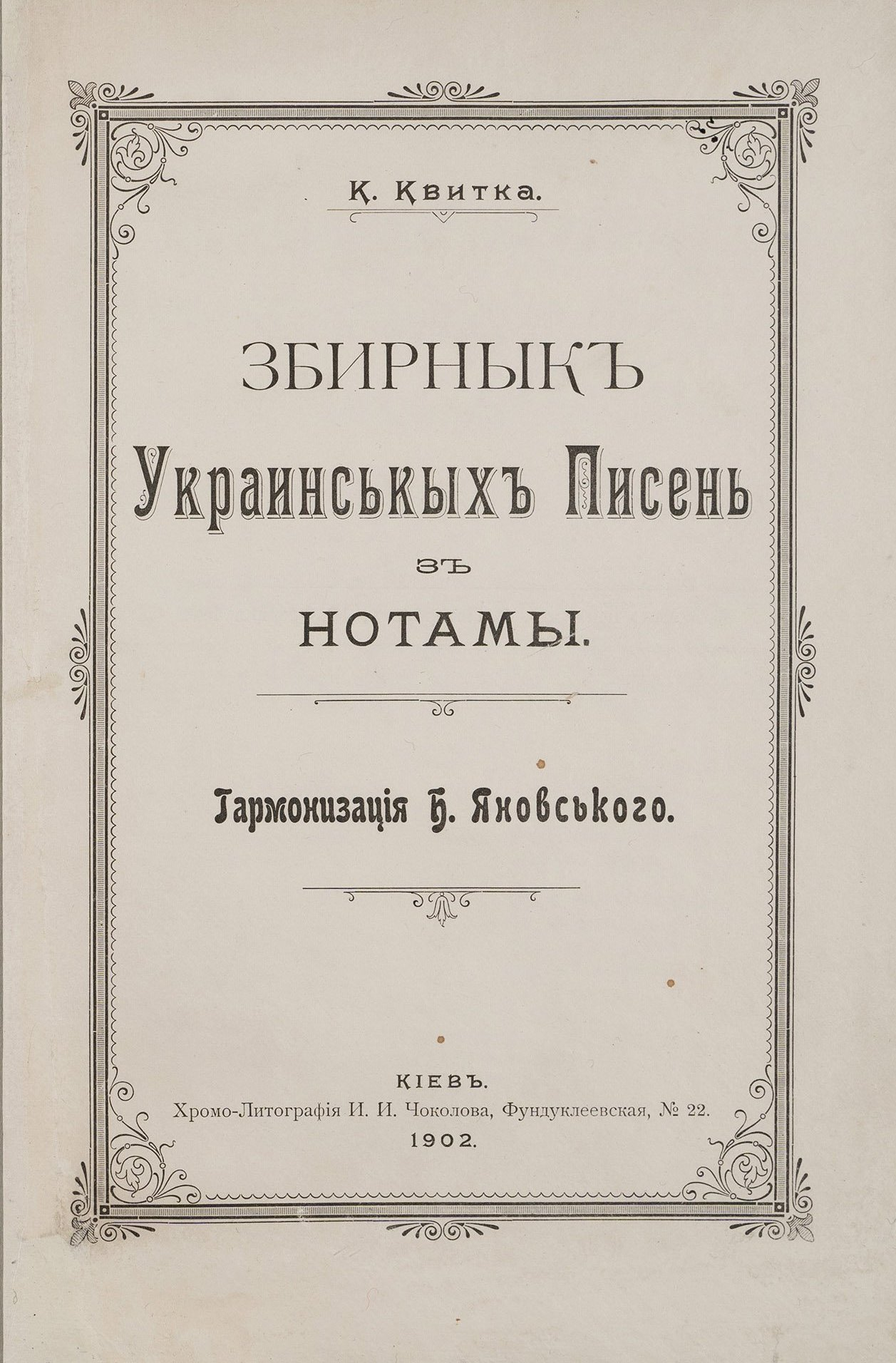
Климент Квітка. Збірник українських пісень з нотами / гармонизація Б. Яновського. — Київ, 1902

Упродовж усього життя К.Квітка зібрав понад 6 000 українських та кілька сот білоруських, румунських, молдавських, російських, грецьких пісень та інструментальної музики. Чимало записав їх з голосу Лесі Українки («Народні мелодії з голосу Лесі Українки записав та упорядив Климент Квітка» (Ч.1. К., 1917; Ч.2, 1918) та Івана Франка.
Вершиною етнографічного шляху К. Квітки є збірник «Українські народні мелодії» (К., 1922), де вміщено 743 пісенних зразки українських пісень. У 1908 році разом з Лесею Українкою та О. Сластіоном записав мелодії українських народних дум. Записи з фоноваликів транскрибував Філарет Колесса, який серед інших записів видав їх під назвою «Мелодії українських народних дум» (1910–1913 рр.).
Понад 200 мелодій із записів Квітки використали українські та російські композитори як теми для симфонічно-інструментальних творів. Найвидатніші хорові композиції Миколи Леонтовича («Піють півні», «Козака несуть», «Ой сивая зозуленька», «Ой устану я в понеділок» та ін.) створено на мелодії, які записав К. Квітка.
Ім'я К. Квітки має Науковий центр народної музики при Московській консерваторії.

### Теоретичні розробки
За життя К. Квітка надрукував 40 досліджень з музичного фольклору, рецензій, збірників народної музики. Наукова ерудиція дозволяла вченому працювати в галузі порівняльного музикознавства не лише всіх слов'янських, а й тюркських та угро-фінських народів, хоча головний інтерес його досліджень зосереджувався на українській народній музиці.
Більшу частину наукової спадщини Квітки становлять новаторські теоретичні розробки з методології дослідження календарних пісень і народної інструментальної традиції. Розробив нову методику польової роботи, теоретичні основи етномузичної соціології та історико-порівняльного вивчення музики етнічно родинних народів (слов'ян, тюрків та інших).
К.Квітка у своїх працях висвітлював різні питання етномузикознавства: історію народної музики, методи збирання й дослідження фольклорного матеріалу, ритміку та мелодику народних пісень, музичний побут професіональних народних співців, народні музичні інструменти, історію музичної етнографії. Учений приділяв велику увагу проблемам і методам історико-порівняльного дослідження фольклору. Свідченням цього є його розвідка «Ритмічні паралелі в піснях слов'янських народів. Ритмічні форми АВВА в будові строфи» (1924) та стаття «Вступні уваги до музично-етнографічних студій» (1924).
У статті «Про історичне значення календарних пісень» К. Квітка обґрунтував науковий погляд на етномузикологію як історичну дисципліну і ставлення до народних мелодій як історичних документів (не меншої ваги, ніж археологічні знахідки). Польову роботу, фондування записів відносив до першочергових завдань музичної етнографії, яка є галуззю етнографії і водночас — розділом музикознавства.
У 1924 р. К. Квітка розробив програму для дослідження діяльності та побуту кобзарів та лірників у праці «Професіональні народні співці й музиканти на Україні». Метою програми було залучити широке коло ентузіастів до збирання фольклорних й етнографічних матеріалів.
Йому належить найдосконаліша у світовій етномузикології методика ритмоструктурної типології музичного фольклору. Її сенс полягає в координації музичної фольклористики та історичних дисциплін з метою дослідження проблем етногенезу (походження народів), міграцій народонаселення та асиміляції етносів.
Квітка зробив ряд дуже важливих відкриттів в області походження й поширення первісних звукорядів, хроматизмів, ритмічних архетипів. Велике значення надавав критичному аналізу джерел. Найважливіша праця Квітки — музично-етнографічний і морфологічний опис системи обрядових жанрів східних слов'ян — залишилася незавершеною.
Дослідницький хист К.Квітки з однаковою силою та новаторством проявлявся у сферах ритміки й форми, ладів народної музики, у критиці й текстології, соціології фольклору, документуванні не лише народних мелодій, а й опрацюванні описів, коментарів, характеристик співаків та інструменталістів, дослідженні народного виконавства (Квітка — основоположник наукового напрямку в етнології — етнофонії).
Критична діяльність К. Квітки складається з критики праць і критики записів народної музики (статті «Первісні тоноряди», «До питання про тюрксткий вплив», «Ангемітонічні примітиви і теорія Сокальського», «Порфирій Демуцький», «Фольклористична спадщина М. Лисенка», «Вступні зауваги до музично-етнографічних студій», «Погляд на мій фольклористичний шлях», «Про критику записів зразків народної творчості»).
Діяльність К. Квітки у 20-х — на початку 30-х pp. сприяла піднесенню всієї української фольклористики на вищий рівень, визначила нові методи дослідження.

## Педагогічна діяльність

### Київський період
Викладаючи в Київському вищому музично-драматичному інституті ім. М. Лисенка та читаючи курс порівняльного музикознавства, К.Квітка торкався проблем античної метрики, сутності понять «музична етнографія», «порівняльне музикознавство» тощо. У цей період окреслилися його принципи прилучення студентів до історичної проблематики етномузикознавства.
К. Квітка у своїй педагогічній роботі орієнтував студентів та аспірантів на наукові, фундаментальні проблеми. У статті «Потреби в справі дослідження народної музики на Україні» (1925 р.) він викладає цілу програму наукового дослідження, популяризації фольклору та освітніх завдань.
У статті «До вивчення української народної інструментальної музики», яка була одним з тематичних розділів лекційних нарисів курсу народної музики, Квітка в категоричній формі висловлює негативне ставлення до естетичних оцінок фольклору.
Народознавство в системі освіти К.Квітка бачив передусім як справу державну і комплексну, яка охоплює усі рівні навчання. Комплексність етнографічної освіти суспільства полягала у баченні Квітки не тільки через охоплення нею навчальних закладів усіх рівнів. Сюди він включав також наукову діяльність (збирання, дослідження, фондування зразків народної музики) та популяризацію.

### Московський період
Педагогічна спадщина К.Квітки московського періоду — це тексти лекцій, серед яких: «Музыкальное творчество народов СССР» (1942–1943 рр.), «Общая этнография» (5 лекцій), «Музыкальное творчество народов СССР и зарубежных стран», а також нариси про народну музику: «Епічні пісні» (про українські думи), «До вивчення української народної інструментальної музики», нариси про колядки, купальські, русальні, весільні, масляні, підблюдні, жнивні пісні, думи, балади, інструментальну музику. Основні та найбільш довершені нариси було видано посмертно В.Гошовським та А.Іваницьким.
Питання про популяризацію та потреби вивчення музичного фольклору в різних установах освіти К.Квітки висвітив у статтях «Вступні уваги до музично-етнографічних студій» (надрукована у 1925 р.) та «Про історичне значення календарних пісень» (рукопис 1939–1941 рр., надрукована у т.1 його «Избранных трудов» у 1971 р.). Ці статті є основоположними як для наукового, так і педагогічного бачення.
У методичній записці «О преподавании музыкального фольклора в консерватории» Квітка торкнувся також дуже важливої для ефективності викладання фольклору проблеми демонстрування та ілюстрування лекцій звуковими фольклорними матеріалами.
К. Квітка заклав основи сучасної музично-фольклористичної педагогіки.

## Сім'я

### Леся Українка
У листопаді 1898 року Леся Українка читала своє оповідання «Над морем» у літературно-артистичному гуртку Київського університету. На тих читаннях був і студент-першокурсник Климент Квітка. Він іще з 16 років захоплювався збиранням народних пісень. Леся тоді запропонувала йому записати від неї пісні, які знала. Співала до останніх днів свого життя.
У 1907 році Квітка з Лесею Українкою приїжджає в Крим — вони були хворі на туберкульоз. Саме Леся наполягла на терміновому переїзді — за 6 років до цього від туберкульозу помер її коханий Сергій Мержинський. Це фактично рятує Квітку. Климент Васильович був у дуже поганому стані. М'який клімат і активне лікування допомогло — кровохаркання припинилося.
Незабаром вони вирішили одружитися. Климент Васильович був молодший від Лесі на 9 років. Повідомлення про їхнє одруження стало великою несподіванкою для родичів. Мати Лесі була категорично проти будь-яких стосунків дочки «з якимось жебраком» [джерело не вказане 2158 днів], як вона презирливо називала Климента Васильовича — людину м'якого характеру, замкнуту, сором'язливу, що пережила в дитинстві глибоку особисту драму — Климент Васильович Квітка виріс у чужій сім'ї, куди постійно приходила його рідна мати з погрозами забрати дитину. Мабуть, психологічна травма дитинства все життя не давала спокою Климентові Васильовичу. Він був недовірливий, маломовний і потягнувся тільки до Лесі, хворої дівчини.
Втім, до Сергія Мержинського мати Лесі Українки ставилася не краще. Попри негативне ставлення до цього союзу, Ольга Петрівна була змушена погодитися на шлюб дочки. Вони повінчалися в київському Вознесенському храмі на Деміївці. Разом перебували в Криму, на Кавказі, в Єгипті, підтримуючи одне одного. У Тифлісі Квітка працював помічником мирового судді Телавського відділу Тифліського суду. Робота не така і важка, але і безгрошова. Шістдесят п'ять карбованців на місяць — не вельми розбагатієш. Бракувало не то, що на одяг та матері в Київ — навіть на театрі треба було економити. Все ж у театрі бували часто. Не залишав він ні музики, ні етнографії. З родиною Квіток була Теоктиста Семенівна і Маруся (Марія Бешкурова). Там купили навіть корову і коня… Листи Лариси Петрівни до чоловіка, які увійшли в зібрання творів поетеси, розповідають про останні роки Лесиного життя, свідчать про її щиру турботу про Климента. Климент Васильович був прекрасним видавцем творів своєї дружини. У 1923 році редагував четвертий том її семитомника, давав чернетки, рукописи, власником яких він був.
Подружжя жило спочатку в Ялті (1907), потім у Тифлісі (1908), Телаві (1909), Кутаїсі (1910), Хоні (1911), знов у Кутаїсі (1912–1913), що пов'язано з новими службовими призначеннями Климента Квітки.
Леся Українка померла в 1913 році. Климент Васильович пережив дружину на 40 років.
Після смерті дружини Климент Васильович продовжує музичну та етнографічну діяльність. У 1917 році він видав фотоскопічним способом двотомник «Мелодії з голосу Лесі Українки».
У 1930-ті роки перебував в неофіційних стосунках з філологом Оленою Курило, яка поїхала за ним у заслання в Казахстан.

### Галина Кащеєва
У 65 років Климент Васильович одружується вдруге, з 25-річною піаністкою Галиною Кащеєвою. Вона захистила дисертацію про українські народні думи і працювала на теоретичному відділенні Московського музичного училища імені Гнєсіних. Шлюб був скептично сприйнятий у музичному середовищі. Галина Кащеєва збиралася написати книгу про чоловіка, але померла від ангіни в 1962 році. Галина Кащеєва, як і Леся Українка, прожила 42 роки.

## Вшанування пам'яті
На честь Климента Квітки названо вулиці в Києві, Сумах, Ромнах.
У Московській державній консерваторії імені П. І. Чайковського діє науковий центр народної музики імені К. В. Квітки.

## Праці

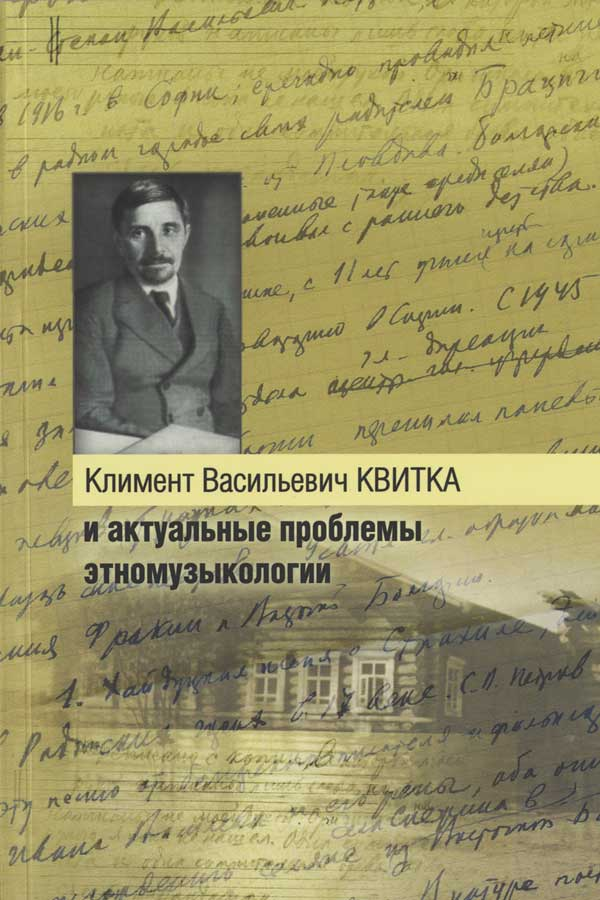
Книжка Климента Васильовича Квітки

- Народні мелодії з голосу Лесі Українки. Ч. 1–2, 1917–1918
- Українські народні мелодії (1922)
- Ритмічні паралелі в піснях слов'янських народів (1923)
- Професіональні народні співці і музиканти на Україні (1924)
- Пісні українських зимових обрядових свят (початок 1940-х рр).
- Квитка К. В. Избранные труды. В 2 т. Т.1 / Сост. и коммент. В. Л. Гошовского. — Москва: Сов. композитор, 1971. — 384 с.
- Квитка К. В. Избранные труды. В 2 т. Т.2 / Сост. и коммент. В. Л. Гошовского. — Москва: Сов. композитор, 1973. — 424 с.
- К. В. Квітка. Вибрані статті. Ч. 1, 1985. Ч. 2, 1986.
- Квитка К. В. Музыкльный фольклор и музыкальная фольклористика на Кавказе: (Из рукописного наследия ученого) / Сост. и коммент. В. Л. Гошовского. — Ереван: Арчеш, 2001. — 92 с.
- Квітка, Климент. Народні мелодії: з голосу Лесі Українки. Ч. 1 / записав і упорядив Климент Квітка. — Київ: б. в., 1917. — 229, 2 с. [Архівовано 12 Серпня 2020 у Wayback Machine.]
- Квітка К. Українські пісні про дітозгубницю / К. Квітка. — У Київі: З друк. Укр. АН, 1927. — 60, 8, 6 с. — (Збірник Історично-філологічного відділу № 59. Повідомлення Кабінету музичної етнографії ; № 3). [Архівовано 26 Вересня 2020 у Wayback Machine.]
- Квітка К. Українські пісні про дівчину, що помандрувала з зводителем: систематизація, уваги та нові матеріали / К. Квітка. — У Київі: З друк. Укр. АН, 1926. — 39 с. : ноти. — (Повідомлення Кабінету музичної етнографії / Укр. АН). [Архівовано 8 Серпня 2020 у Wayback Machine.]
- Квітка К. Професіональні народні співці й музиканти на Україні: прогр. для досліду їх діяльн. й побуту / Климент Квітка. — У Київі: З друк. У. А. Н., 1924. — 114, 4 с., включ. обкл. — (Збірник Історично-Філологічного Відділу. Праці Етнографічної Комісії / Укр. акад. наук ; № 13). [Архівовано 7 Серпня 2020 у Wayback Machine.]